# Мохамед аль-Биши
Моха́мед а́ль-Биши́ (араб. محمد البيشي‎, англ. Mohamed al-Bishi, 3 мая 1987, Джидда, Саудовская Аравия) — саудовский футболист, защитник, в составе сборной Саудовской Аравии участник чемпионата мира 2006 года.

## Карьера

### Клубная
Профессиональную карьеру начал в 2005 году в клубе «Аль-Ахли» из Джидды, стал вместе с командой обладателем Кубка наследного принца Саудовской Аравии и Кубка принца Фейсала в 2007 году.

### В сборной
В составе главной национальной сборной Саудовской Аравии выступает с 2006 года. Участник чемпионата мира 2006 года, на котором, однако, не сыграл ни одного матча. В 2007 году дошёл вместе с командой до финала Кубка Азии, в котором, однако, саудовцы уступили сборной Ирака со счётом 0:1.

## Достижения

### Командные
Финалист Кубка Азии:
- 2007

Обладатель Кубка наследного принца Саудовской Аравии:
- 2006/07

Обладатель Кубка принца Фейсала:
- 2006/07